# スウェーデン王立歌劇場
王立スウェーデン歌劇場（おうりつりかげきじょう、スウェーデン語: Kungliga operan、英語: Royal Swedish Opera）は、スウェーデン・ストックホルムにある1773年にグスタフ3世によって設立されたヨーロッパで最も古い歌劇場の1つである。
付近には、王立公園、聖ヤコブ教会 (sv:Jacobs kyrka) などがある。